# 17. Klavierkonzert (Mozart)
Das 17. Klavierkonzert in G-Dur, KV 453, ist ein Klavierkonzert von Wolfgang Amadeus Mozart. In der Zählung der rein von Mozart verfassten Klavierkonzerte ist es sein 11. Konzert.

## Entstehung
Das 17. Klavierkonzert entstand wie seine beiden Vorgänger im Jahr 1784 in Wien. Mozart schrieb es wie das 14. Klavierkonzert für seine Schülerin Barbara Ployer. Diese spielte das Konzert auch erstmals am 10. Juni 1784 in ihrem Elternhaus in Döbling. Das Konzert ist technisch ebenso anspruchsvoll wie seine Vorgänger, was zeigt, dass Ployer eine begabte Pianistin war.

## Musik

### 1. Satz: Allegro
Der Hauptsatz beginnt mit einem marschartigen Hauptthema in den Violinen, welches vom Orchestertutti aufgenommen wird. Der Marschcharakter, welcher in den folgenden Konzerten KV 456 und KV 459 deutlich dominieren wird, erscheint hier eher gemäßigt. Eine lange Überleitung in Moll führt zur Dominante und zum zweiten Thema. Eine verhalten wirkende Schlussgruppe beendet die lange Orchesterexposition. Das Soloklavier übernimmt anschließend beide Themen und fügt noch ein eigenes drittes Thema hinzu. Die Überleitung zur Durchführung erfolgt mit Arpeggio-Mollakkorden. Es ist eine Stelle, die in ihrer Harmoniefolge auf Franz Schubert weist und somit als Grundlage romantischer Musik gelten kann. Nahezu jeder Takt bringt eine neue Harmonie, innerhalb von zwanzig Takten werden 13 Tonarten berührt. Es folgen thematische Elemente, die diese Durchführung zwischen Phantasie- und thematischer Durchführung ansetzen. Die anschließende Reprise verläuft nahezu regelkonform. Sie endet mit einem harmonischen und dynamischen Trugschluss, wie er noch zweimal im Satz verwendet wird. So folgt auf die Dominante die erniedrigte sechste Stufe, verbunden mit einem Subitoforte des Klaviers. Nach einer motivisch vorgehenden Solokadenz folgt ein ungewöhnlich langes abschließendes Orchesterritornell.

### 2. Satz: Andante
Der Satz ist in der Sonatensatzform geschrieben, was für Mittelsätze in Mozarts Konzerten selten ist. Die Grundtonart des Satzes ist C-Dur. Das Andante beginnt mit einer getragenen Orchesterkantilene, in der die Holzbläser eine tragende melodische Rolle spielen.
Die Soloexposition des Klaviers löst dynamische Gegensätze, synkopisch einsetzende Läufe und eine Verschiebung der Harmonik nach Gis-Dur. Das Klavier führt zunächst einen neuen Gedanken in g-Moll ein, bevor es zum kanonischen zweiten Thema übergeht, das nun vierstimmig wird. Die Durchführung wird zunächst in 13 Takten nach gis-Moll geführt, bevor die Rückführung nach C-Dur in nur vier Takten pianissimo vollzogen wird. Es folgen eine veränderte Reprise, die nach der Exposition abläuft, und, letztmals in einem Mittelsatz eines Klavierkonzertes Mozarts, eine Solokadenz.

### 3. Satz: Allegretto, Presto
Das Finale in G-Dur stellt einen Variationssatz dar. Das beschwingte Thema wird im Orchester vorgestellt und vom virtuosen Soloklavier in einer ersten Variation umspielt. Die Wiederholung der Variation bringt neue Aspekte. So erhält jede Variation bei ihrer Wiederholung neue, ausgeschriebene Variationen. Die folgende dritte Variation bringt einen veränderten Rhythmus mit sich. Erneut greift das Soloklavier die Melodie auf und umspielt sie. Es folgt als vierte Variation ein g-Moll-Abschnitt. Die fünfte bringt schnelle abfallende Einwürfe des Orchestertuttis und einen vollgriffigen Klaviersatz. Im zweiten Teil des Satzes hat Mozart die Coda erstmals zu einem instrumentalen Opernfinale erweitert. Sie wird eingeleitet durch eine Tempoverschärfung und beschleunigende Hornakkorde. Zweimal taucht auch hier das Variationsthema kurz auf, ansonsten ist dieser Teil thematisch unabhängig.
Mozart besaß einen Star, der das einleitende Thema des dritten Satzes singen konnte.

## Stellenwert
Das 17. Klavierkonzert ist das dritte Konzert, in dem Mozart die große und neue klassische Form etabliert, die er im Klavierkonzert KV 450 erreicht hatte. So übernehmen beispielsweise die obligaten Bläser immer häufiger auch solistische Aufgaben und die Freiheit von den alten Formprinzipien ist deutlich zu spüren. Das 17. Klavierkonzert gehört zu den Konzerten, die bereits in die kommende romantische Epoche deuten. So hat E.T.A. Hoffmann eine auf Schubert weisende Harmoniefolge im dritten Satz als „Beispiel der romantischen Musik“ bezeichnet. Der große Aufbau des Konzertes mit langen eigenständigen Orchesterpassagen weist auf die in der Romantik entstehenden sinfonischen Klavierkonzerte sowie auf Mozarts eigene, die spätestens mit dem Klavierkonzert KV 466 beginnen.
Innerhalb der Klavierkonzerte Mozarts ist das vorliegende Werk das letzte, in dem der Mittelsatz noch eine Solokadenz verlangt. Die emotionale und künstlerische Bedeutung der Mittelsätze, in der Regel Andante-Sätze, steigt in den kommenden Konzerten stetig an und legt den Fokus zunehmend auf Ausdruck und künstlerische Aussage, weniger auf Virtuosität. Bereits im nachfolgenden 18. Klavierkonzert KV 456 fehlt diese Kadenz im Andante.
Die Gestaltung des dritten Satzes stellt (bis auf den dritten Satz im 24. Klavierkonzert) ein Unikum in Mozarts Schaffen dar: Es handelt sich nicht um ein Rondo, sondern um einen Variationensatz, der bis zur Coda in fünf Variationen regelgerecht abläuft. Den Abschluss des Satzes bildet als eigenes Thema eine Instrumentalfassung der Coda eines Opernfinales, die in ihrer Art an Le nozze di Figaro erinnert.